# (4807) Noboru
(4807) Noboru (1991 AO) – planetoida z pasa głównego asteroid okrążająca Słońce w ciągu 3,55 lat w średniej odległości 2,33 j.a. Odkryta 10 stycznia 1991 roku.